# Abuzaydabadi
Abuzaydabadi (persisch: ابوزیدآبادی) oder Bizovoi ist die Sprache der Menschen in Abuzaydabad, einer Stadt im in der Provinz Isfahan im Iran. Die Sprache wird von Persern „Abuzaydabadi“ genannt, wobei die Abuzaydabadi ihre Sprache Bizovoi (بیزووی) oder Bizovoija (بیزوویجا) nennen. Abuzaydabadi ist eine iranische Sprache und verwendet die persische Schrift, die meisten Sprecher beherrschen auch die persische Sprache.

## Referenzen
- Infos zu Abuzaydabadi - Encyclopia Iranica (englisch)